# Antigua en Barbuda op de Olympische Zomerspelen 2020
Antigua en Barbuda nam deel aan de Olympische Zomerspelen 2020 in Tokio, Japan. De selectie bestond uit 6 atleten, actief in 4 verschillende disciplines. De atleten wisten geen medailles te behalen.

## Atleten
Hieronder volgt een overzicht van alle atleten die zich kwalificeerden voor deelname aan de Olympische Zomerspelen.
| sport    | mannen | vrouwen | totaal |
| -------- | ------ | ------- | ------ |
| Atletiek | 1      | 1       | 2      |
| Boksen   | 1      | 0       | 1      |
| Zeilen   | 0      | 1       | 1      |
| Zwemmen  | 1      | 1       | 2      |
| totaal   | 3      | 3       | 6      |

## Sporten

### Atletiek
Mannen
Loopnummers
| atleet        | onderdeel | series | series | kwartfinale | kwartfinale | halve finale   | halve finale   | finale         | finale         |
| atleet        | onderdeel | tijd   | rang   | tijd        | rang        | tijd           | rang           | tijd           | rang           |
| ------------- | --------- | ------ | ------ | ----------- | ----------- | -------------- | -------------- | -------------- | -------------- |
| Cejhae Greene | 100 m     | bye    | bye    | 10,25       | 6           | niet geplaatst | niet geplaatst | niet geplaatst | niet geplaatst |

Vrouwen
Loopnummers
| atlete       | onderdeel | series | series | kwartfinale | kwartfinale | halve finale   | halve finale   | finale         | finale         |
| atlete       | onderdeel | tijd   | rang   | tijd        | rang        | tijd           | rang           | tijd           | rang           |
| ------------ | --------- | ------ | ------ | ----------- | ----------- | -------------- | -------------- | -------------- | -------------- |
| Joella Lloyd | 100 m     | 11,55  | 1 Q    | 11,54       | 7           | niet geplaatst | niet geplaatst | niet geplaatst | niet geplaatst |

### Boksen
Mannen
| atleet      | onderdeel    | eerste ronde         | tweede ronde         | kwartfinale          | halve finale         | finale               | finale         |
| atleet      | onderdeel    | tegenstander uitslag | tegenstander uitslag | tegenstander uitslag | tegenstander uitslag | tegenstander uitslag | rang           |
| ----------- | ------------ | -------------------- | -------------------- | -------------------- | -------------------- | -------------------- | -------------- |
| Alston Ryan | lichtgewicht | Bachkov V 0–5        | niet geplaatst       | niet geplaatst       | niet geplaatst       | niet geplaatst       | niet geplaatst |

### Zeilen
Vrouwen
| atlete        | onderdeel    | race | race | race | race | race | race | race | race | race | race | race   | race   | race           | netto punten | eindnotering |
| atlete        | onderdeel    | 1    | 2    | 3    | 4    | 5    | 6    | 7    | 8    | 9    | 10   | 11     | 12     | M              | netto punten | eindnotering |
| ------------- | ------------ | ---- | ---- | ---- | ---- | ---- | ---- | ---- | ---- | ---- | ---- | ------ | ------ | -------------- | ------------ | ------------ |
| Jalese Gordon | Laser Radial | 42   | 43   | 42   | 43   | 41   | 42   | 37   | 42   | 38   | 41   | n.v.t. | n.v.t. | niet geplaatst | 368          | 43           |

### Zwemmen
Mannen
| atleet           | onderdeel        | series | series | halve finale   | halve finale   | finale         | finale         |
| atleet           | onderdeel        | tijd   | rang   | tijd           | rang           | tijd           | rang           |
| ---------------- | ---------------- | ------ | ------ | -------------- | -------------- | -------------- | -------------- |
| Stefano Mitchell | 100 m vrije slag | 51,64  | 51     | niet geplaatst | niet geplaatst | niet geplaatst | niet geplaatst |

Vrouwen
| atlete           | onderdeel       | series | series | halve finale   | halve finale   | finale         | finale         |
| atlete           | onderdeel       | tijd   | rang   | tijd           | rang           | tijd           | rang           |
| ---------------- | --------------- | ------ | ------ | -------------- | -------------- | -------------- | -------------- |
| Samantha Roberts | 50 m vrije slag | 27,63  | 54     | niet geplaatst | niet geplaatst | niet geplaatst | niet geplaatst |